# 나즈미 파이즈
나즈미 파이즈(말레이어: Nazmi Faiz)는 현재 말레이시아 슈퍼리그의 조호르 다룰 탁짐 FC에서 활동하고 있는 말레이시아의 축구 미드필더이다.